# Gornji Teslić
Gornji Teslić (cyr. Горњи Теслић) – wieś w Bośni i Hercegowinie, w Republice Serbskiej, w gminie Teslić. W 2013 roku liczyła 1885 mieszkańców.